# 趙不𥞋
蔣國公趙不（1122年12月5日—1199年12月22日），祖籍涿郡（今河北省保定市清苑縣）人，宋朝宗室、趙士𢜬第三子，第十七代嗣濮王。

## 生平
趙不在宣和四年（1122年）出生，靖康元年（1126年）乾龍節獲赐名，授補保義郎，後來升為武功郎，又添差淮东兵马钤辖。
慶元三年四月初四（1197年4月22日），趙不以最年長的濮王宗室接替去年過世的族伯父趙士歆襲封嗣濮王，授「皇叔祖」稱號、任褔州觀察使，一切俸禄、岁赐、公費等待遇以依趙士歆任觀察使時體例。自他以後，嗣濮王由任一般官员的濮王宗室後裔襲封。
慶元五年十二月（1199年），趙不转職武安军承宣使、提举佑神观，同月去世，贈官開府儀同三司，追封蔣國公。

## 家族

### 兄弟
- 趙不蔽[12]
- 趙不㥍，成忠郎[12]

### 子女
- 趙善範[12]
- 趙善簵[12]
- 趙善輻[12]
- 趙善輈[12]
- 趙善軿[12]
- 趙善轔[12]